# Poi (jongleren)

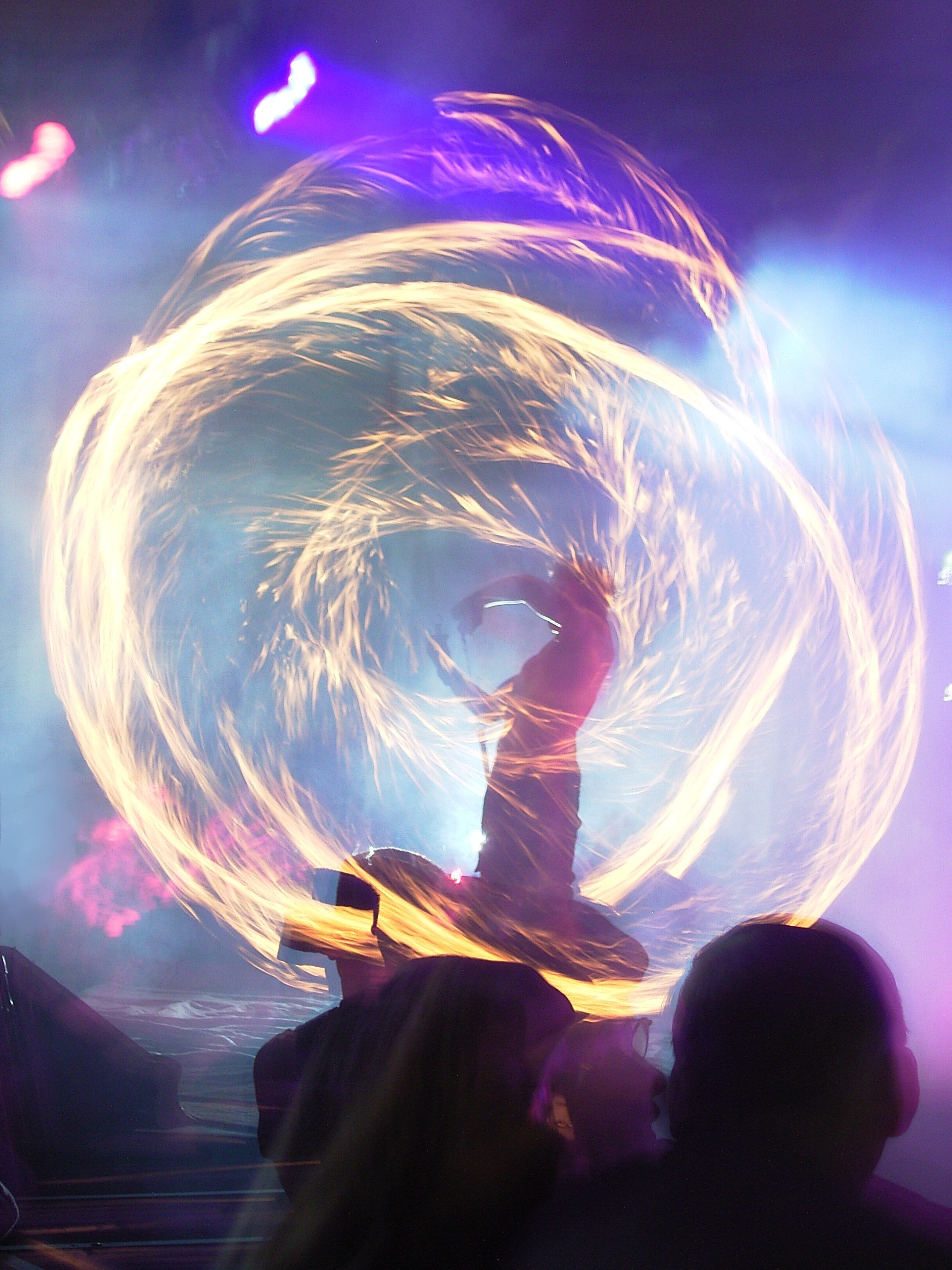
Een beoefenaar van poi

Een poi is een gewichtje aan een koord of ketting dat men rondzwaait en waar men trucs mee uithaalt. Het is een discipline die wel onder de ruime definitie van jongleren wordt geschaard. Men gebruikt meestal twee pois: één in elke hand, maar twee in elke hand is ook mogelijk. Een ander woord voor poi is bola en een truc noemt men een move. Er zijn verschillende soorten poi.

## Onderdelen van een poi
Men houdt de poi vast aan de 'handgreep'. Deze bestaat meestal uit een of twee lussen van leer, kunststof of een gewone, stevige stof. Aan de handgreep zit een 'koord' of 'ketting' bevestigd met soms in het koord 'wartel', zodat het koord zichzelf niet vast draait. De beste plek om een wartel te hebben is dicht bij de poi, zodat men, als de poi te lang is, het koord om de hand kan wikkelen zonder dat de wartel zijn werking verliest. Aan het uiteinde zit een gewicht, meestal een bal of gevuld nylon zakje. Vuurpoi hebben aan de handgreep vaak een 'veiligheidslijntje' zitten.

## Soorten poi
Er zijn veel gangbare soorten poi:
- Oefenpoi: wordt ook wel staartpoi genoemd. Een poi met een stevig koord en een lus aan het uiteinde voor houvast. De poi zelf is een zakje gevuld met reepjes stof, met grind of ander zwaar materiaal, of een soort balletje met een hoesje eromheen. Deze poi heeft ook vaak (gekleurde) slierten voor een mooi effect. Deze poi is geschikt om mee te oefenen en voor beginners.
- Sock poi: een kous met in het einde een bal, zeer geschikt voor isolations, wraps en oefenen.
- Fluffy poi: een zachte soort poi, die daardoor zeer geschikt is om mee te oefenen. Over het algemeen geleverd als tennisballen bedekt met een laag pluche.
- Glow-stick poi: staafjes aan een koord of ketting. De staafjes geven een prachtig licht af, waardoor ze ideaal zijn voor lichtshows. Ze kunnen ook binnen gebruikt worden.
- Glowball poi: poi die bestaat uit door leds verlichte ballen die bevestigd zijn aan de koorden. Zelfde effect als glow-stick poi, maar dan over het algemeen beter te hanteren doordat ze lichter zijn.
- Banner/flagpoi: een poi die bestaat uit de handgreep met daaraan een koord of ketting waaraan een enorme, vaak kleurige vlag is bevestigd, waardoor men een bijzonder effect verkrijgt.
- Vleugelpoi: kleiner en korter dan de flagpoi en dus ook makkelijker in gebruik.
- Lintpoi: de poi zelf is heel klein, maar er zit een enorm lang lint aan vast, dat traag beweegt. Hierdoor worden de bewegingen geaccentueerd.
- Vuurpoi: een poi gemaakt van metaal en Kevlar of Technora aan een ketting. Bij gebruik laat de jongleur een vuurspoor achter. De Kevlar of Technora wordt voor het optreden in (lamp)olie gedompeld en aangestoken. Door de mazen in de structuur van de Kevlar of Technora is de ontbrandingstemperatuur naar verhouding laag. Dit zorgt voor meer veiligheid voor zowel jongleur als toeschouwer.
- Vuurmuurpoi: deze poi is gemaakt van een lange strook Kevlar of Technora, dat ook wordt gebruikt voor de vuurpoi. De poi zelf is niet meer dan een knoop aan het uiteinde van de strook. Deze laat men trekken in brandstof en wordt dan aangestoken. Als men ermee zwaait, krijgt men een soort muur van vuur in de lucht. Wordt ook wel 'snake-poi' genoemd.
- Steltlooppoi: een koord van meestal 1,75 meter lang. Over het hele koord zitten vier vuurpois verspreid, waardoor er een baan van acht vuurlijnen door de lucht trekt. Wordt gebruikt terwijl de jongleur op stelten loopt.

## Ontstaan van poi
Poi is een Maoriwoord voor 'bal aan touwtje' en het werd door de Maori op Nieuw-Zeeland gebruikt door de vrouwen om hun handen en armen soepeler te maken voor het weven en bij mannen om ze sterker te maken en hun coördinatie te verbeteren voor de slag. Het werd ook gebruikt bij het dansen. Poi wordt tegenwoordig dan ook gebruikt bij het opleiden van mensen die oude wapens gaan gebruiken.
De poi is ontstaan doordat de Maori een draagzak gemaakt van vlas (een kiizak) gebruikten voor het dragen van een moa-ei. Later werden hier stenen in gelegd en deze werden dan als training voor de strijd gebruikt door ermee rond te zwaaien. Toen de moa uitstierf, had men de zakken niet meer voor de eieren nodig, want geen enkele vogel legt zulke grote eieren, maar het werd nog wel gebruikt om mee te oefenen. Ze begonnen de koorden van de zakken langer te maken en stopten er ballen in. Poi is de laatste jaren ook veel veranderd, zodat men nu de moderne poi gebruikt.